# Ninxiá
Ninxiá ou Ningxia (em chinês: 宁夏; romaniz.: Níngxià (pinyin) é uma região autônoma da República Popular da China, a capital é Yinchuan.